# Radio Algoa Challenge
De Radio Algoa Challenge was een eenmalig golftoernooi in Zuid-Afrika, dat deel uitmaakte van de Southern Africa Tour (later als de Sunshine Tour). Het toernooi vond plaats op de Fish River Sun Country Club in Port Alfred, in 1995.
Het toernooi nam voor een jaar de plaats in van de Nashua Wild Coast Sun Challenge, dat toen geen editie kon organiseren.

## Winnaar
| Jaar | Winnaar      | Score | Score | Info  |
| ---- | ------------ | ----- | ----- | ----- |
| 1995 | Brett Liddle | 205   | –11   | [ 1 ] |

Amatola Sun Classic · Atlantic Beach Classic · Bell's Player Championship · Bloemfontein Classic · Botswana Open · Bushveld Classic · Canon Classic · Coca-Cola Charity Championship · Cock of the North · Devonvale Classic · Emfuleni Classic · Eskom Power Cup · General Motors Open · Goldfields Powerade Classic · Goodyear Classic · Graceland Challenge · Highveld Classic · ICL International · Iscor Newcastle Classic · Kalahari Classic · Limpopo Classic · Lombard Tyres Classic · Mafunyane Trophy · Mercedes Benz Golf Challenge · Mount Edgecombe Trophy · Namibië Open · Namibia PGA Championship · Nashua Wild Coast Sun Challenge · Natal Open · Nelson Mandela Invitational · Northern Cape Classic · Observatory Classic · Palabora Classic · Parmalat Classic · Radio Algoa Challenge · Randfontein Classic · Rhodesian Masters · Riviera Resort Classic · Royal Swazi Sun Classic · Seekers Travel Pro-Am · South African Masters · South African Match Play Championship · South African Pro-Am Invitational · Spoornet Classic · Sun Coast Classic · Transvaal Open · Vodacom Golf Championship · Vodacom Open · Vodacom Players Championship · Vodacom Series · Vodacom Trophy · Western Cape Classic · Western Province Open